# George Cohen
George Reginald Cohen MBE (født 22. oktober 1939 i London, England, død 23. december 2022) var en engelsk fodboldspiller, der som højre back på det engelske landshold var med til at vinde guld ved VM i 1966. På klubplan tilbragte han hele sin 13 år lange aktive karriere hos Fulham F.C.